# Ericaphis ericae
Ericaphis ericae är en insektsart som först beskrevs av Carl Julius Bernhard Börner 1933.  Ericaphis ericae ingår i släktet Ericaphis och familjen långrörsbladlöss. Arten är reproducerande i Sverige. Inga underarter finns listade i Catalogue of Life.